# دوکنارون زیردو
دوکنارون روستایی با ۷۵ خانوار – از دهستان زیردو– توابع بخش رستم۱ – شهرستان رستم –در استان فارس–ایران است.

## جمعیت
این روستا در – دهستان زیردو – از توابع بخش رستم ۱  در شهرستان رستم قرار دارد و براساس سرشماری مرکز آمار ایران در سال ۱۳۹۵، جمعیت آن ۲۹۶ نفر (۷۵خانوار) بوده‌است.